# Tashi Lundup
Tashi Lundup (* 5. Oktober 1984 in Leh) ist ein ehemaliger indischer Skilangläufer. 

## Werdegang
Lundup nahm von 2005 bis 2011 an Wettbewerben der Fédération Internationale de Ski teil. Bei den nordischen Skiweltmeisterschaften 2009 in Liberec belegte er den 114. Platz im Sprint. Bei den Olympischen Winterspielen 2010 in Vancouver erreichte er den 83. Rang über 15 km Freistil.